# Kailen Sheridan
Kailen Mary Iacovoni Sheridan (Pickering, Ontario, Canadá; 16 de julio de 1995) es una futbolista internacional canadiense. Juega como guardameta para el San Diego Wave de la National Women's Soccer League de Estados Unidos y en la selección de Canadá.

## Trayectoria

### Fútbol universitario
Sheridan jugó fútbol universitario en los Clemson Tigers de 2013 a 2016 con el entrenador Eddie Radwanski . Sheridan tuvo 76 participaciones con dicho club donde tuvo 229 atajadas y 28 penalties. Tanto en 2014 como en 2015, fue incluida en el primer equipo de All-ACC.  Su nominación al equipo en 2014 fue la primera vez para una jugadora de Clemson Tigers desde 2007.

### NJ/NY Gotham FC, 2017-presente
En enero de 2017, Sheridan fue seleccionada como la 23a elección general por en aquel entonces Sky Blue FC, que luego cambiaría su nombre a NJ/NY Gotham FC en el 2017 NWSL College Draft . Más tarde fue nombrada jugadora asignada por Canada Soccer.
Fue nombrada en Equipo del Mes de mayo de 2017, registrando 19 salvamentos durante dicho mes, lo que ayudó a NJ/NY Gotham FC a tener un récord de 3–1–0. La temporada 2018 solo no jugó uno de los juegos de NJ/NY Gotham FC, donde lideró la liga con 7.38 goles evitados por juego. En la temporada 2019 ganó el NWSL Saves of the Week en la segunda y tercera semana de competición.

## Selección nacional
Ha representado Canadá en el equipo nacional absoluto así como en las juveniles incluidos los equipos naciones sub-17, sub-20 y sub-23. Hizo su debut en el equipo nacional absoluto en marzo de 2016 en la Copa de Algarve de 2016. Fue guardameta suplente en los juegos Olímpicos de Río 2016. También fue concoada para la Copa de Algarve de 2017.
Sheridan fue añandida para la Copa de Oro Femenina de la Concacaf de 2018 después de la lesión de la guardameta Erin McLeod.
En mayo de 2019, fue concovada para el Copa Mundial Femenina de Fútbol de 2019. El 6 de agosto de 2021,  ganó la Medalla de oro en los juegos olímpicos de Tokio 2020.

## Palmarés

### Internacional
- Juegos Olímpicos Tokio 2020: medalla de Oro, 2020

### Individual
- Guantes de Oro en la NWSL Challenge Cup: 2020
- Mejor Once de la NWSL: 2021
- Mejor Once del Campeonato de la Concacaf: 2022
- Guantes de Oro en el Campeonato de la Concacaf: 2022
- Mejor Once de la NWSL: 2022
- Portera del Año de la NWSL: 2022
- Mejor Once de la Concacaf (IFFHS): 2022[14]